# Lubień Kujawski

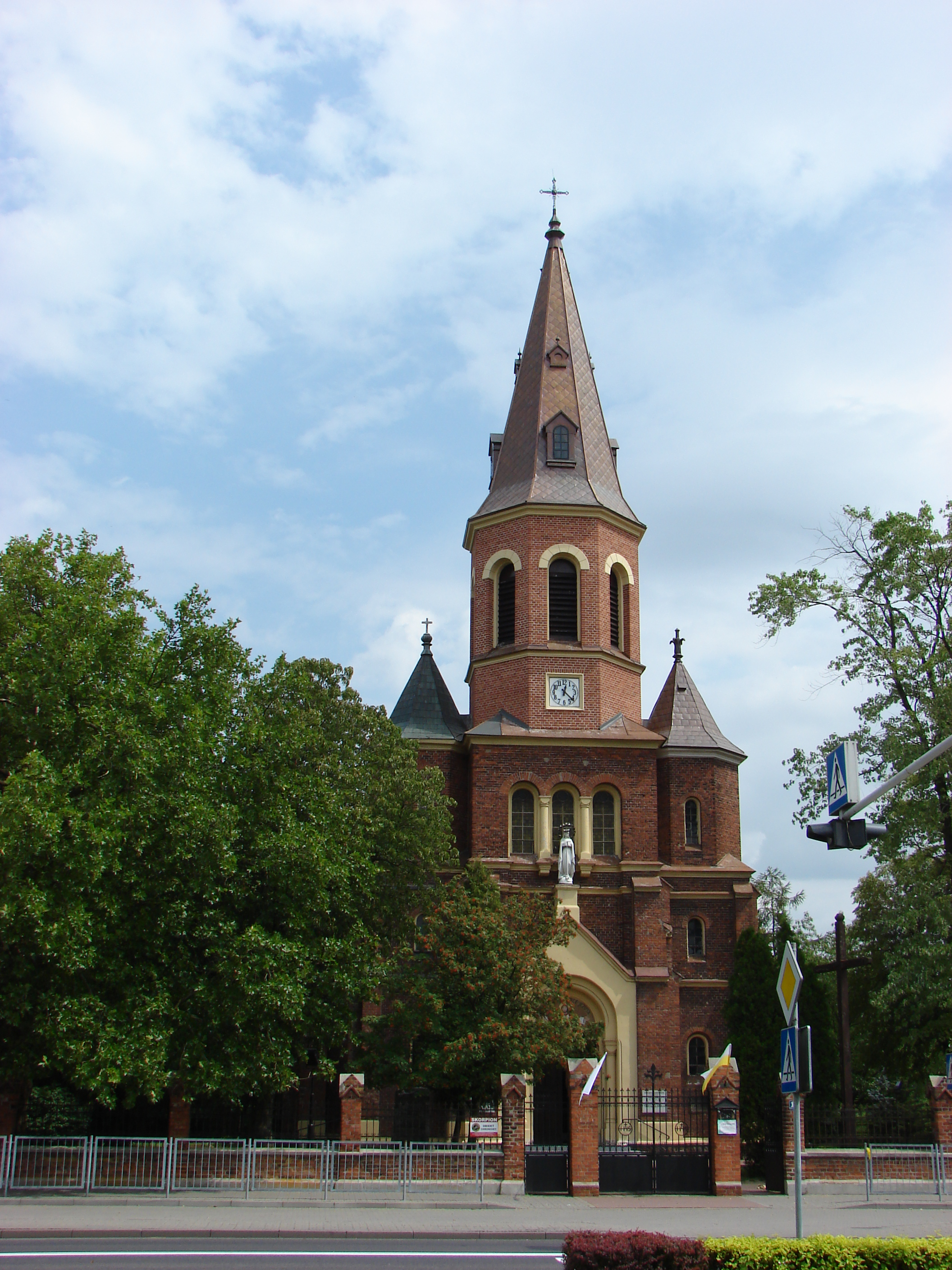
Église paroissiale.

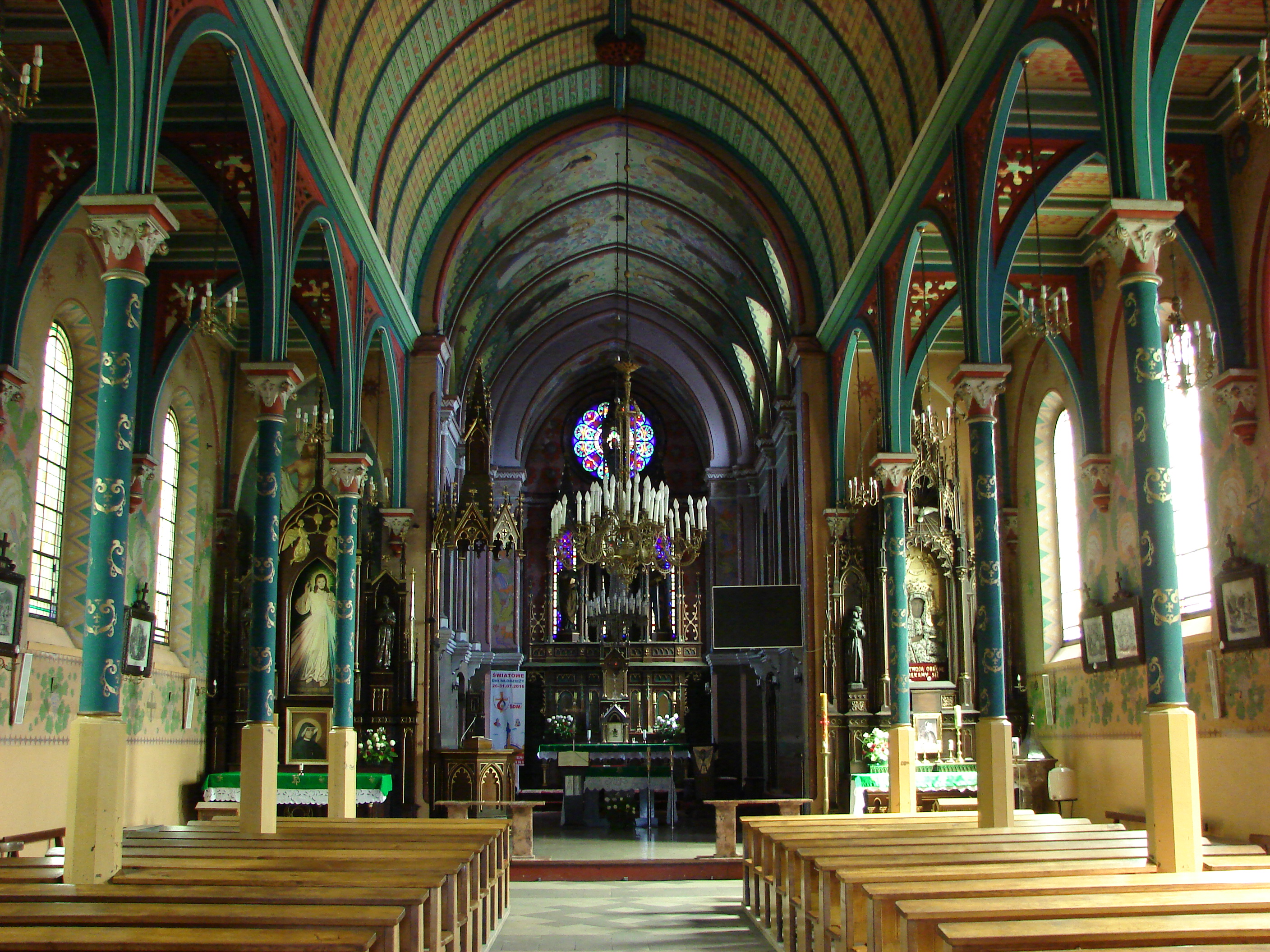
L'intérieur de l'église.

Lubień Kujawski est une ville de Pologne, située dans la voïvodie de Couïavie-Poméranie. Elle est le siège de la gmina de Lubień Kujawski, dans le powiat de Włocławek.